# Монтекаротто
Монтекаротто (итал. Montecarotto) — коммуна в Италии, располагается в регионе Марке, в провинции Анкона.
Население составляет 2170 человек (2008 г.), плотность населения составляет 90 чел./км². Занимает площадь 24 км². Почтовый индекс — 60036. Телефонный код — 0731.
Покровителем коммуны почитается святой мученик Плакида, празднование 5 октября.

## Демография
Динамика населения:

## Администрация коммуны
- Официальный сайт: https://web.archive.org/web/20100109113855/http://www.comune.montecarotto.an.it/Engine/RAServePG.aspx